# 海老洋
海老 洋（えび よう、1965年 - ）は、日本画家、東京藝術大学美術学部絵画科准教授、創画会会員。
絹布に彩色した絵を描き、別の絵具で塗りつぶし、水筆で表面の絵具を洗い落としていく「洗い出し」の技法を駆使した画風で知られる。

## 経歴
山口県生まれ。
1990年に東京藝術大学美術学部絵画科日本画専攻を卒業して大学院美術研究科修士課程日本画専攻に進み、1992年に修士課程を修了、1995年に博士後期課程美術専攻（日本画）を単位修得退学した。以降は2004年3月まで東京藝術大学日本画研究室非常勤助手を務め、次いで2004年4月から文化庁新進芸術家国内研修制度による研修員に1年間なった後、2005年に非常勤講師となり、2007年には助教となった。
この間、1991年の春季創画展に初めて入選し、以降毎年出品を続け、2002年の第28回春季創画展では「囲」、2003年の第29回では「川辺の家」でそれぞれ春季展賞を、同じく2003年の第30回創画展では「中庭」、2005年の第32回では「白壁」、2006年の第33回では「漁港」で、それぞれ創画会賞を受賞し、2006年に創画会会員となった。
2009年に広島市立大学芸術学部助教授となり、2013年に教授に昇進したが、2016年には准教授として東京藝術大学に戻った。
2017年には、『月刊美術』の「新・現代日本の作家たち アトリエ寫眞」で取り上げられた。